# Jarke Połe (rejon kirowski)
Jarke Połe (ukr. Яркое Поле, ros. Яркое Поле, Jarkoje Pole) – wieś na Ukrainie, w Autonomicznej Republice Krymu (de iure stanowiącej integralną część państwa ukraińskiego, w 2014 anektowanej przez Rosję i odtąd funkcjonującej jako Republika Krymu), w rejonie kirowskim. W 2001 liczyła 4914 mieszkańców. Według spisu ludności przeprowadzonego przez okupacyjne władze rosyjskie populacja wsi w 2014 wynosiła 4927 osób, a w 2021 - 4592.